# 세처쥐꼬리겨울잠쥐
세처쥐꼬리겨울잠쥐(Myomimus setzeri)는 겨울잠쥐과에 속하는 설치류의 일종이다. 이란의 토착종이다. 세처쥐꼬리겨울잠쥐에 대한 알려진 정보가 극히 드물고, 겨우 10점의 표본만이 알려져 있다. 수리부엉이가 게워낸 뼈들 속에서 주로 발견된다.